# Monumentale (métro de Milan)
Monumentale est une station de métro de la ligne 5 du métro de Milan. Elle est située Piazzale Cimitero Monumentale et via Carlo Farini, dans le quartier Porta Volta, municipio 8 de Milan en Italie.
Elle dessert notamment le cimetière monumental de Milan.

## Situation sur le réseau

Plan du métro (2021)

Établie en souterrain, Monumentale est une station de passage de la ligne 5 du métro de Milan. Elle est située entre la station Garibaldi FS, en direction du terminus nord Bignami, et la station Cenisio, en direction du terminus ouest San Siro Stadio.
Elle dispose des deux voies de la ligne, encadrées par deux quais latéraux. Entre les deux voies reste une partie d'un quai central programmé lors des travaux de construction et finalement abandonné au profit des quais latéraux.

## Histoire
La station Monumentale est mise en service le 11 octobre 2015, c'est une station intermédiaire ouverte après la mise en service de la section. Elle est nommée en référence à la Piazzale Cimitero Monumentale et au cimetière éponyme qu'elle dessert.

## Services aux voyageurs

### Accès et accueil
La station dispose de bouches d'accès sur la Piazzale Cimitero Monumentale et la via Carlo Farini. Elles sont équipées d'escaliers et d'escaliers mécaniques et complétées par un accès direct par ascenseur depuis l'extérieur. La station est accessible aux personnes à la mobilité réduite.

### Desserte

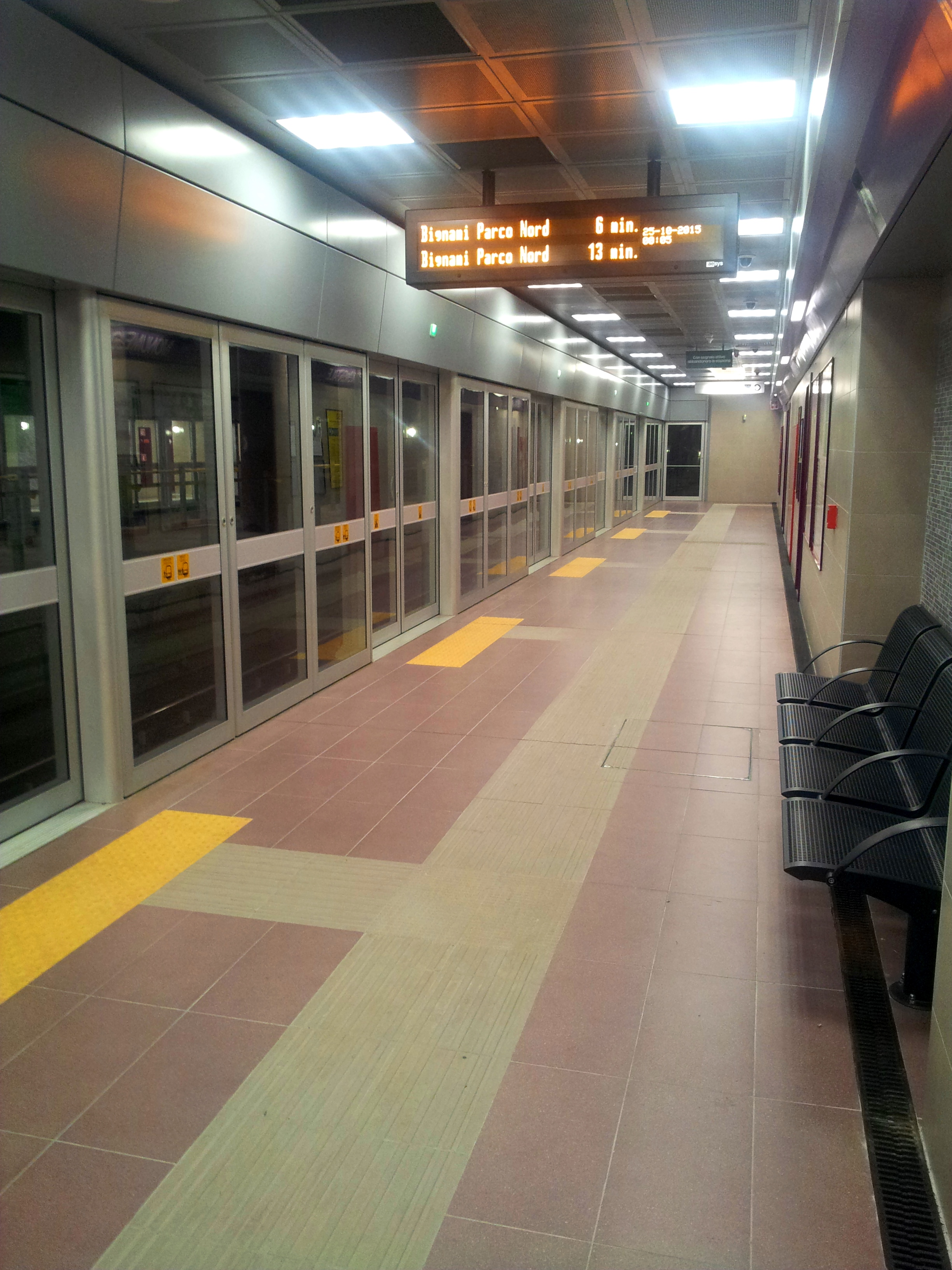
Un quai de la station

Monumentale est desservie par les rames qui circulent sur la ligne 5 du métro de Milan. Comme toutes les autres stations de cette ligne de métro automatique elle dispose de portes palières sur les quais.

### Intermodalité
À proximité des arrêts du Tramway sont desservis par les lignes 2, 4, 10, 12, 14 et 33.

## À proximité
- Cimetière monumental de Milan